# Apostelen (scheepsbouw)

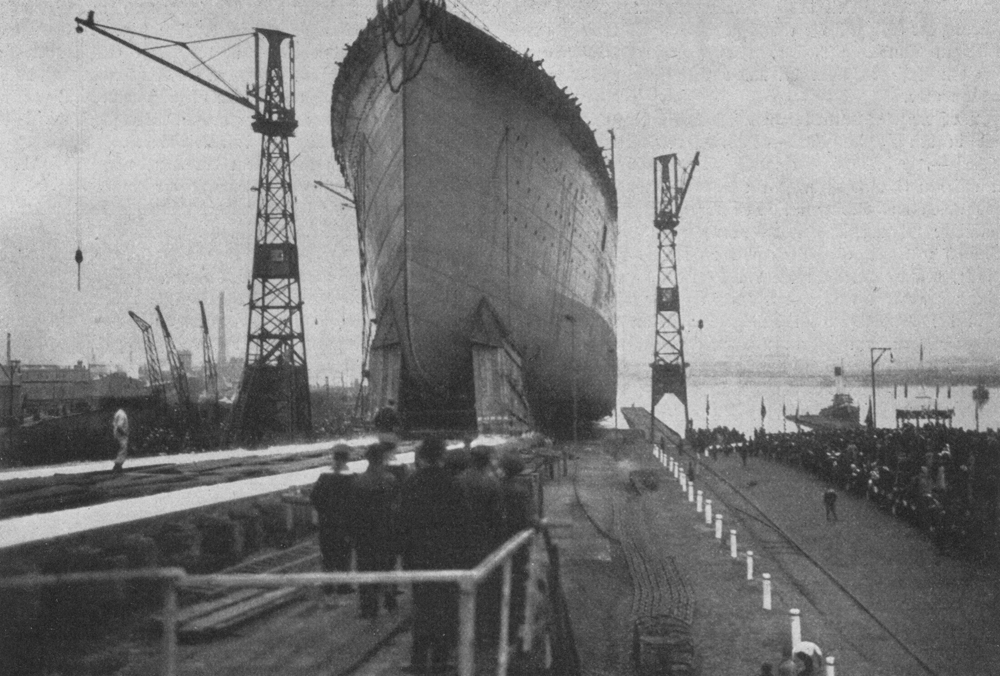
Apostelen

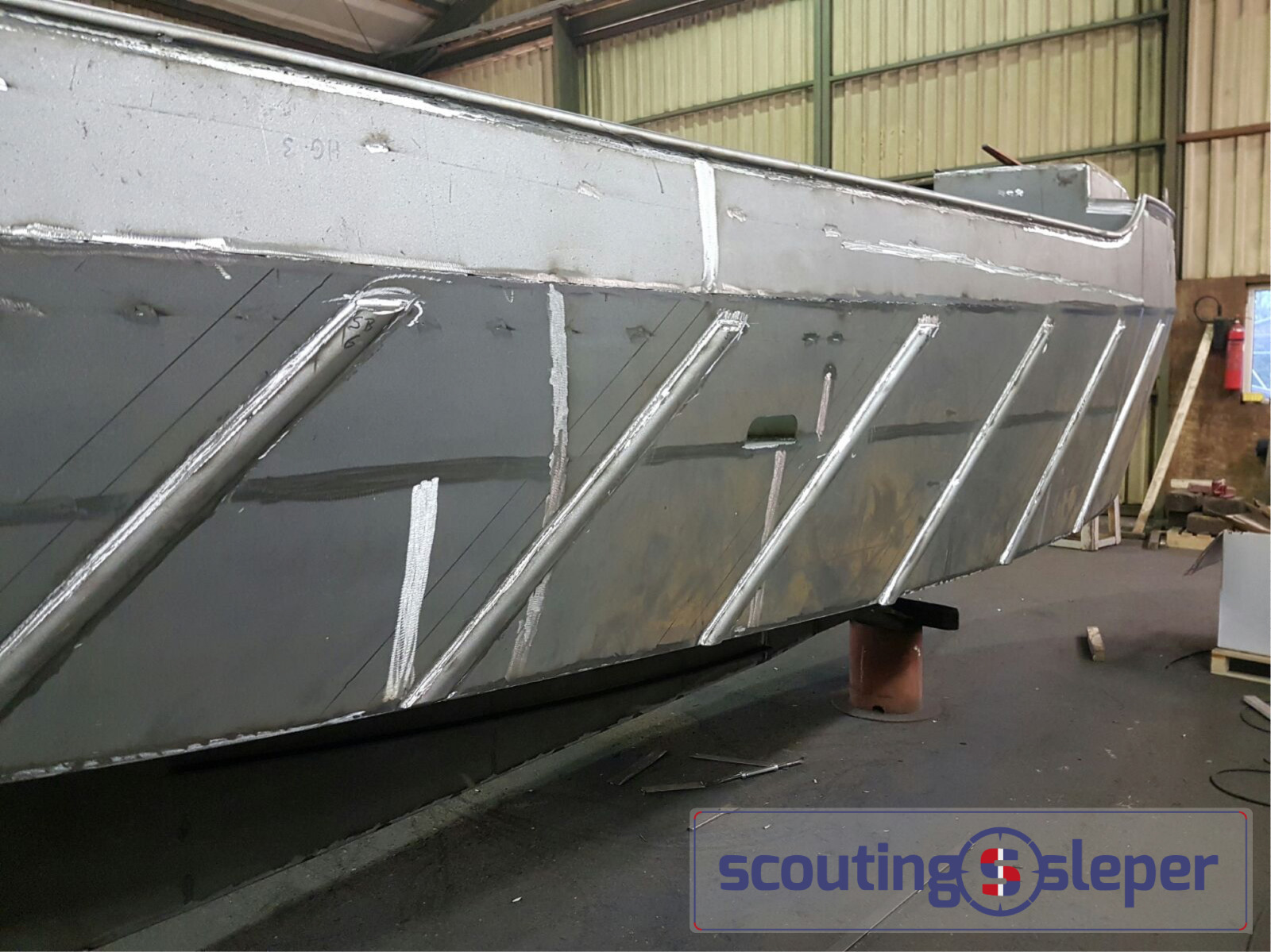

Apostelen komen in de scheepsbouw voor in twee betekenissen:
- houten balken aan weerszijden van voorsteven. Aan deze balken is de scheepshuid bevestigd en sluit erop aan. Vaak werden deze balken bovendeks doorgetrokken.
- stutten of stempels die aan weerszijden van de boeg of het achterschip op de sleden van de helling staan, als een schip op twee goten te water wordt gelaten. Ze dienen ervoor de krachten op te vangen, die vrijkomen bij de tewaterlating als het achterschip begint op te drijven.
- Halfrond of platronde diagonale strippen op de huidplaat van een schip. Bedoeld als extra bescherming voor huidplaten bij langszij afmeren. Veelal gebruikt bij sleepboten en suppliers.